# Jamaal Magloire
Jamaal Magloire (21 de maig de 1978, Toronto, Ontario) és un exjugador professional de bàsquet canadenc.
El pivot, format a la Universitat de Kentucky, va ser seleccionat pels Charlotte Hornets en la 19a posició del draft de l'NBA del 2000. Va jugar 12 temporades a la NBA (del 2000 al 2012), vestint les samarretes de Charlotte Hornets, New Orleans Hornets, Milwaukee Bucks, Portland Trail Blazers, New Jersey Nets, Dallas Mavericks, Miami Heat i Toronto Raptors. Va participar de l'All-Star Game de 2004, convertint-se en el segon All-Star canadenc de la història de la competició.